# 8 Pułk Haubic Polowych (austro-węgierski)
Pułk Haubic Polowych Nr 8 (niem. Feldhaubitzregiment Nr. 8) – pułk artylerii polowej cesarskiej i królewskiej Armii.
Szef honorowy (niem. Regimentsinhaber): Cesarz Franciszek Józef I.

## Skład
- Dowództwo
- 4 x bateria po 6 haubic M99[1].

## Dyslokacja 1914
Garnizon Praga na terytorium 8 Korpusu.

## Podporządkowanie w 1914
VIII Korpus, 8 Brygada Artylerii Polowej.

## Komendanci pułku
- płk Stefan Pieniążek von Kużlowa (1890 – )
- płk Franz von Portenschlag – Ledermayr (1914)